# Sunshine Dream
Sunshine Dream es un álbum de compilación por The Beach Boys, fue publicado en junio de 1982, por el sello discográfico Capitol, con el catálogo SVBB-12220. 

## Historia
Después de la serie de álbumes dobles como Endless Summer de 1974, Spirit of America de 1975 y Ten Years of Harmony de 1981, Capitol decidió publicar de nuevo un álbum doble.

## Características
Este álbum tiene de particular que compila canciones que no se tratan de los clásicos éxitos del grupo, sino que se enfoca en canciones de 1965 a 1969, no como en compilaciones anteriores en donde siempre estaban las canciones de 1961 a 1964, quizás porque Capitol ya había agotado los grandes éxitos anteriormente en Endless Summer y Spirit of America, entre otros. Entonces se publicó este nuevo compilado, pero con canciones no tan difundidas. Varias canciones no tuvieron gran éxito en su versión de sencillo en Estados Unidos, como "Do It Again", "Bluebirds over the Mountain" y "I Can Hear Music", pero si habían tenido una considerable repercusión en el Reino Unido, como fue el caso de "Do It Again", que alcanzó el número uno.

## Lista de canciones
Todas están escritas por Brian Wilson/Mike Love, menos donde se indica.

| Lado A |                                                                 |                                       |          |  |
| N.º    | Título                                                          | Vocalista principal                   | Duración |  |
| 1.     | «I Can Hear Music» (Jeff Barry, Ellie Greenwich y Phil Spector) | Carl Wilson                           | 2:26     |  |
| 2.     | «Here Today» (Brian Wilson y Tony Asher)                        | Mike Love                             | 2:52     |  |
| 3.     | «Darlin'»                                                       | Carl Wilson                           | 2:12     |  |
| 4.     | «Caroline, No» (Brian Wilson y Tony Asher)                      | Brian Wilson                          | 2:52     |  |
| 5.     | «Aren't You Glad»                                               | Mike Love, Brian Wilson y Carl Wilson | 2:16     |  |
| 6.     | «Good Vibrations»                                               | Carl Wilson y Brian Wilson            | 3:36     |  |

| Lado B |                                                                               |                                      |          |  |
| N.º    | Título                                                                        | Vocalista principal                  | Duración |  |
| 1.     | «Wouldn't It Be Nice» (Brian Wilson, Tony Asher y Mike Love)                  | Brian Wilson                         | 2:22     |  |
| 2.     | «Friends» (Brian Wilson, Carl Wilson, Dennis Wilson y Al Jardine)             | Carl Wilson                          | 2:30     |  |
| 3.     | «God Only Knows» (Brian Wilson y Tony Asher)                                  | Carl Wilson                          | 2:49     |  |
| 4.     | «Vegetables» (Brian Wilson y Van Dyke Parks)                                  | Al Jardine, Brian Wilson y Mike Love | 2:07     |  |
| 5.     | «How She Boogalooed It» (Mike Love, Bruce Johnston, Al Jardine y Carl Wilson) | Carl Wilson                          | 1:56     |  |
| 6.     | «There's No Other (Like You Baby)» (Phil Spector y Leroy Bates)               | Brian Wilson                         | 3:05     |  |

| Lado C |                                                               |                                              |          |  |
| N.º    | Título                                                        | Vocalista principal                          | Duración |  |
| 1.     | «Heroes and Villains» (Brian Wilson y Van Dyke Parks)         | Brian Wilson [en versos] y Al Jardine [coro] | 3:37     |  |
| 2.     | «All I Want to Do» (Dennis Wilson y Steve Kalinich)           | Dennis Wilson                                | 2:02     |  |
| 3.     | «Wild Honey»                                                  | Carl Wilson                                  | 2:37     |  |
| 4.     | «I'm Waiting for the Day»                                     | Brian Wilson                                 | 3:03     |  |
| 5.     | «Cottonfields» (Huddie Ledbetter)                             | Al Jardine                                   | 3:02     |  |
| 6.     | «Then I Kissed Her» (Phil Spector/Ellie Greenwich/Jeff Barry) | Al Jardine                                   | 2:15     |  |

| Lado D |                                                                                             |                                                            |          |  |
| N.º    | Título                                                                                      | Vocalista principal                                        | Duración |  |
| 1.     | «Sloop John B» (Trad. arr. por Brian Wilson)                                                | Brian Wilson y Mike Love                                   | 2:26     |  |
| 2.     | «Be Here in the Morning» (Brian Wilson, Carl Wilson, Mike Love, Dennis Wilson y Al Jardine) | Alan Jardine [con voz apurada], Brian Wilson y Carl Wilson | 2:16     |  |
| 3.     | «Bluebirds over the Mountain» (Ersel Hickey)                                                | Mike Love [en versos], Carl Wilson y Bruce Johnston [coro] | 2:51     |  |
| 4.     | «Keep an Eye on Summer» (Brian Wilson y Bob Norman)                                         | Brian Wilson y Mike Love                                   | 2:21     |  |
| 5.     | «Do It Again»                                                                               | Mike Love                                                  | 2:16     |  |
| 6.     | «The Beach Boys Medley»                                                                     | Wilson, Roger Christian, Love, Berry y Fassert             | 4:09     |  |

## Recepción
Sunshine Dream llegó al puesto n.º 180 en Estados Unidos, se editó el sencillo "The Beach Boys Medley"/"God Only Knows", que había sido publicado un año antes para promocionar el álbum. El sencillo llegó al puesto n.º 12.
En el 2005 fue galardonado disco de platino en Argentina por vender cuarenta mil copias, siendo éste el único álbum con una certificación de ese país.